# San Rocco e i disciplini verdi
San Rocco e i disciplini verdi è un dipinto olio su tela eseguito da Gian Paolo Cavagna per la chiesa di San Rocco di Bergamo nella centrale via Broseta. 

## Storia
La chiesa di San Rocco di Bergamo, posta nell'antico bordo San Leonardo, era la sede dei disciplini verdi, e la tela era un lato dello stendardo che i disciplini portavano nelle processioni. I disciplini di Bergamo si dividevano a secondo del loro colore in: “disciplini bianchi”, con sede nella chiesa di Santa Maddalena, intitolata alla santa ritenuta la protettrice di tutti i disciplini, quelli rossi o “rossi della Trinità” che avevano la sede nella chiesa della Santissima Trinità andata distrutta durante le soppressioni napoleoniche, e quelli verdi con sede nella chiesa di San Rocco. I membri delle congregazioni, pur avendo i medesimi obblighi, erano riconoscibili dai loro colori che mostravano durante le celebrazioni religiose pubbliche.
Le due tele dello stendardo furono divise nel 1811 diventando due opere indipendenti. Il dipinto fu esposto nella mostra del 1953: I pittori della realtà in Lombardia ed è considerato uno delle migliori opere dell'artista bergamasco proprio per la sua “sorprendente naturalezza con cui la conversazione religiosa si trasforma in conversazione popolare”. 
La tela conserva sul verso la firma e data “IO.PAULUS CAVAMNEUS 1591”.

## Descrizione
Il dipinto è il retro dello stendardo processuale dei disciplini verdi che gestivano la chiesa. Nella tela vengono riconosciuti i tratti moroniani ed è in fatti considerato il ritrattista successore al Moroni.
[…] è date alla mano stupefacente, e continua anche più popolarmente, la trasformazione moroniana dell'iconografia religiosa in iconografia mondana.

Il dipinto porta il santo alla diretta comunicazione con i disciplini e con i fedeli. Secondo lo storico Valerio Guazzoni il santo non è solo oggetto devozionale ma uno dei presenti, uno dei fedeli: 
non solo come oggetto devozionale ma come uno di loro, vestito dello stesso panno e vero al punto da gettare ombra sul muro
La devozione che traspare negli occhi dei fedeli farebbe intendere che non stiano adorando un personaggio reale ma piuttosto la sua statua.
Il santo taumaturgo è, infatti, inserito all'esterno di una nicchia e illuminato dalla luce naturale proveniente da sinistra, che oltre a accendere il suo volto e quello dei fedeli, disegna la sua ombra sul lato destro della tela, creando molto realismo alla scena. I disciplini sono inginocchiati in primo piano e volgono lo sguardo al santo loro protettore. Indossano l'abito verde e la gorgiera bianca. Il cappuccio sollevato sul capo così che vengano visti i loro volti. Situazione un poco contraria alle regole della congregazione che indicava l'assoluto anonimato dei propri membri che non dovevano manifestare di subire sacrifici sia fisici, che morali e dovevano fare donazioni, tutto nel più pieno anonimato. Ma il dipinto vuole comunicare invece la vicinanza più terrena sia del santo che dei confratelli. L'ombra di un disciplino si posta proprio sul piedistallo dove si pone il santo, oscurando leggermente la scritta 'Societa. S. Roche'.
San Rocco indossa gli abiti comuni e si pone nel classico atteggiamento di sollevare leggermente con la mano destra, la veste verde e la sottoveste bianca rendendo visibile la piaga ormai guarita della peste. Tiene nella mano sinistra il bastone del viandante con uno straccio bianco appeso a indicare il suo peregrinare come malato guarito e guaritore. La conchiglia del pellegrino, è posta sul mantello che lo avvolge, mentre il capo è coperto da un copricapo marrone a grandi falde. Il suo sguardo è rivolto verso l'osservatore, come in molta statue del tempo.